# Jędrzej Węgłowski

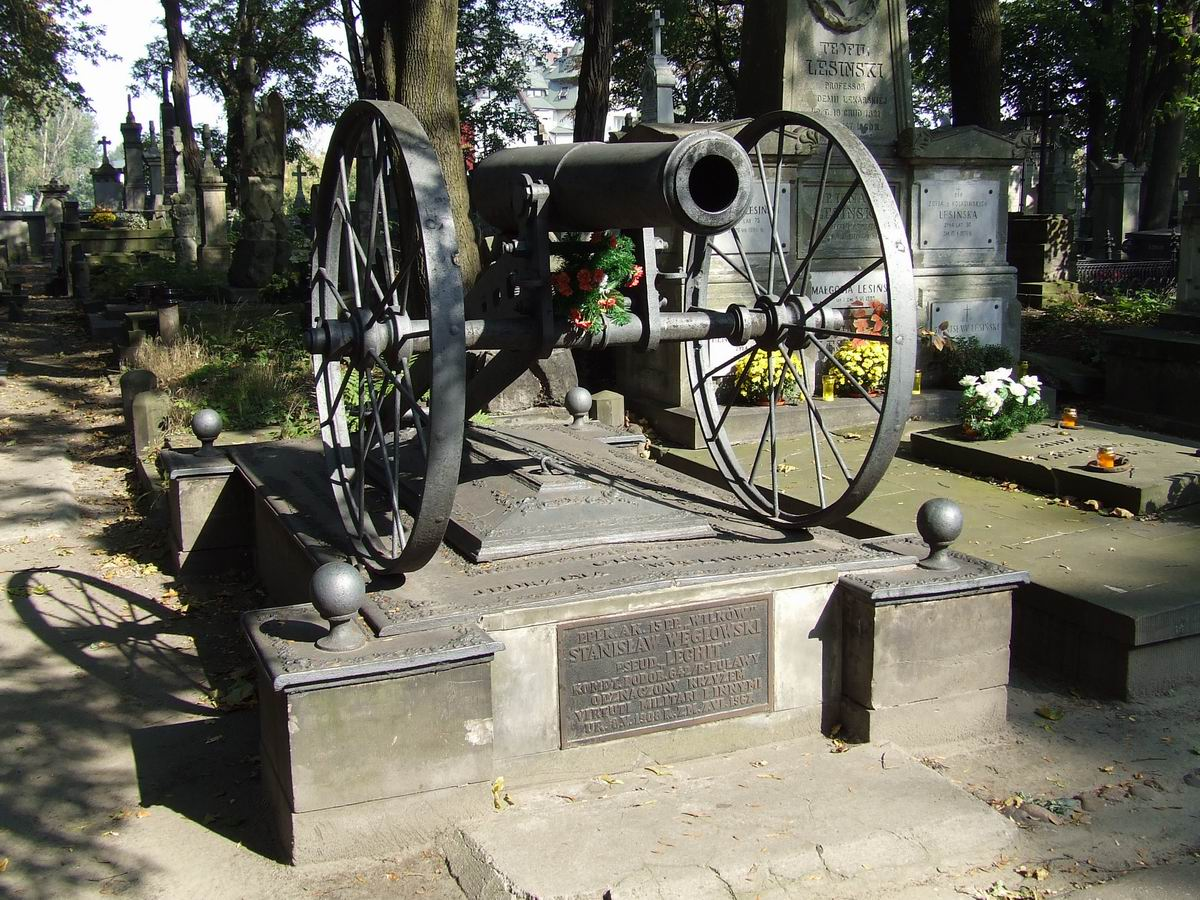
Grób Węgłowskich na Powązkach

Jędrzej Węgłowski, właśc. Węglowski, ros. A.T. Венгловской (ur. 1789, zm. 1861) – generał major artylerii wojsk rosyjskich.

## Życiorys
Żonaty z Karoliną z domu Üblak (Iblak). Ślub odbył się 15 sierpnia 1824 roku w parafii Wzdół Rządowy. W tym czasie Jędrzej i Karolina Węglowscy mieszkali w Suchedniowie (następnie przenieśli się do Warszawy). Ojciec mjr. Dionizego Adama Węglowskiego (ur. 1822), Ludwiki Zaborskiej (ur. 1823), Antoniny (ur. 1825) oraz Florentyny Hermann (ur. 1827).

### Kariera wojskowa
W 1806 roku Węglowski wstąpił do armii francuskiej jako kanonier. W latach 1815–1830 służył jako artylerzysta w twierdzy Zamość. W kwietniu 1818 roku awansowany ze stopnia starszego sierżanta na stopień podporucznika w Pułku grenadierów. Następnie służył w Dyrekcji Arsenału Budowniczego. W 1824 roku przykomenderowany do Dyrekcji Pocisków w Suchedniowie, gdzie wybudował dla siebie i rodziny dom w Stokowcu (wieś położona między Suchedniowem a Baranowem, obecnie część Suchedniowa). W Roczniku Woyskowym Królestwa Polskiego na rok 1827 występuje jako odznaczony Krzyżem Złotym Polskim. W 1830 roku przeniesiony z Dyrekcji Arsenału Budowniczego do Dyrekcji Artylerii twierdzy Zamościa. W 1830 awansowany na porucznika artylerii. 12 listopada 1830 roku por. Jędrzej Węglowski w Korpusie Artylerii, w Dyrekcji Artylerii, został promowany na kapitana klasy 2, a następnie, w 1831 roku, jako Dyrektor tymczasowy Artylleryi Twierdzy Zamościa, promowany na kapitana klasy pierwszej. Skierowany do Arsenału Brańskiego w randze Sztabs-Kapitana artylerii w 1833 roku 16 lutego 1836 w nagrodę gorliwej służby mianowany kawalerem orderu Św. Włodzimierza II klasy. Rozkazem dziennym cesarskim z 1 lipca 1845 r., jako znajdujący się w obowiązkach Sztab-oficera przy warszawskim arsenale, awansowany na pułkownika. Po upadku powstania listopadowego w armii carskiej doszedł do rangi generała-majora artylerii.

## Aktywność wynalazcza

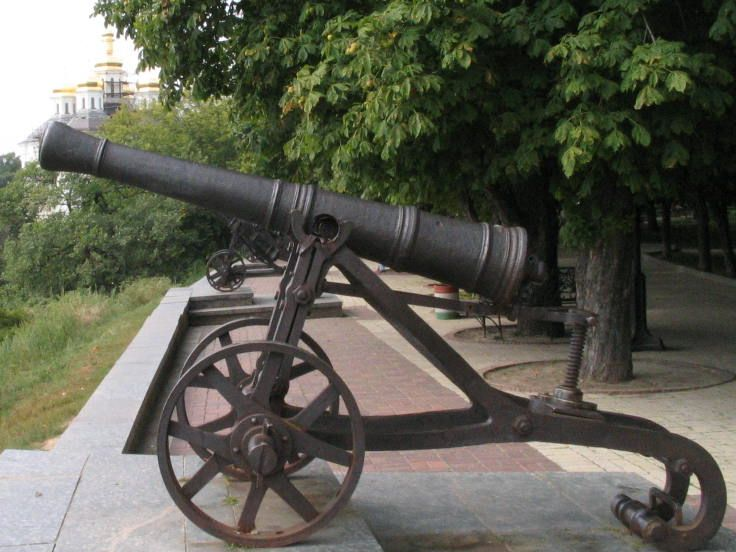
Lawety Węglowskiego. Działo na lawecie konstrukcji pułkownika artylerii Jędrzeja Węglowskiego. Pierwsza żelazna laweta rosyjskiej artylerii. Czernihów, Ukraina

Jako podpułkownik był wynalazcą żelaznej lawety fortecznej tzw. lawety Węglowskiego (ros. лафетa Венгловского). Była to pierwsza żelazna laweta w armii rosyjskiej i znalazła zastosowanie w artylerii nadbrzeżnej i fortecznej w 1846. Wcześniej, jako zasługujący na pochwałę publiczną, Węglowski został wymieniony wśród nagrodzonych przez komitet oddanych na wystawę Warszawską 1839 roku płodów, sztuk pięknych i krajowego przemysłu – za koło do dorożki z kutego żelaza własnego wynalazku.

## Nagrobek na warszawskich Powązkach
Został pochowany na cmentarzu Powązkowskim w Warszawie we wspólnym grobie ze swoim praprawnukiem, ppłk. Stanisławem Węglowskim (kwatera 179, rząd IV, nr grobu 7).
Na nagrobku Jędrzeja Węglowskiego znajduje się zaprojektowany przez niego napis:

„Wszedł w służbę 1806 roku na kanoniera.

1860 wyszedł ze służby jenerałem majorem.

Wynalazca żelaznych wałowych lawetów.

Urodził się roku zgonu Grybowała 1789”.

27 listopada (9 grudnia) 1863 roku Rada Administracyjna Królestwa Polskiego zatwierdziła darowiznę 5% od summy 300 rubli darowanych przez Jędrzeja Węglowskiego na utrzymanie w porządku jego grobu. Stało się to z przedłożenia Rządowej Komisji Sprawiedliwości.